# Józef Łaciak
Józef Łaciak (ur. 27 października 1913 w Szczyrku, zm. ?) – polski rolnik, poseł na Sejm PRL IV i V kadencji.

## Życiorys
Uzyskał wykształcenie podstawowe, z zawodu rolnik. Był prezesem Powiatowego Komitetu Zjednoczonego Stronnictwa Ludowego w Świebodzinie. Prowadził własne gospodarstwo rolne. W 1965 i 1969 uzyskiwał mandat posła na Sejm PRL w okręgu Gorzów Wielkopolski i Zielona Góra. Przez dwie kadencje zasiadał w Komisji Rolnictwa i Przemysłu Spożywczego. Odznaczony Złotym Krzyżem Zasługi.